# Aleksandr Salnikov
Pour les articles homonymes, voir Salnikov.
Aleksandr Petrovitch Salnikov (en russe : Александр Петрович Сальников), né le 3 juillet 1949 à Sébastopol en République socialiste soviétique d'Ukraine et mort le 17 novembre 2017 à Kiev (Ukraine), est un joueur soviétique puis ukrainien de basket-ball évoluant au poste d'ailier.

## Carrière

### Palmarès
- Médaille de bronze aux Jeux olympiques 1976
- Médaille de bronze aux Jeux olympiques 1980
- Champion du monde 1974
- Finaliste du championnat du monde 1978
- Finaliste du championnat d'Europe 1975
- Finaliste du championnat d'Europe 1977
- Champion d'Europe 1979
- Champion d'Europe 1981